# 貝克河 (智利)

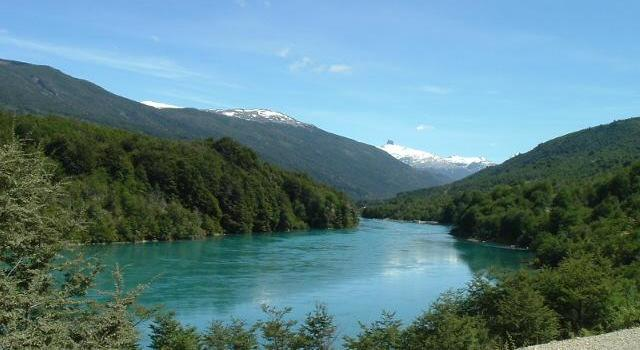
貝克河

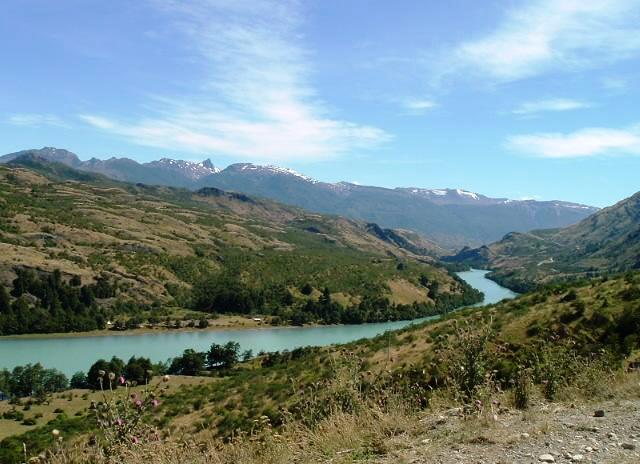
貝克河

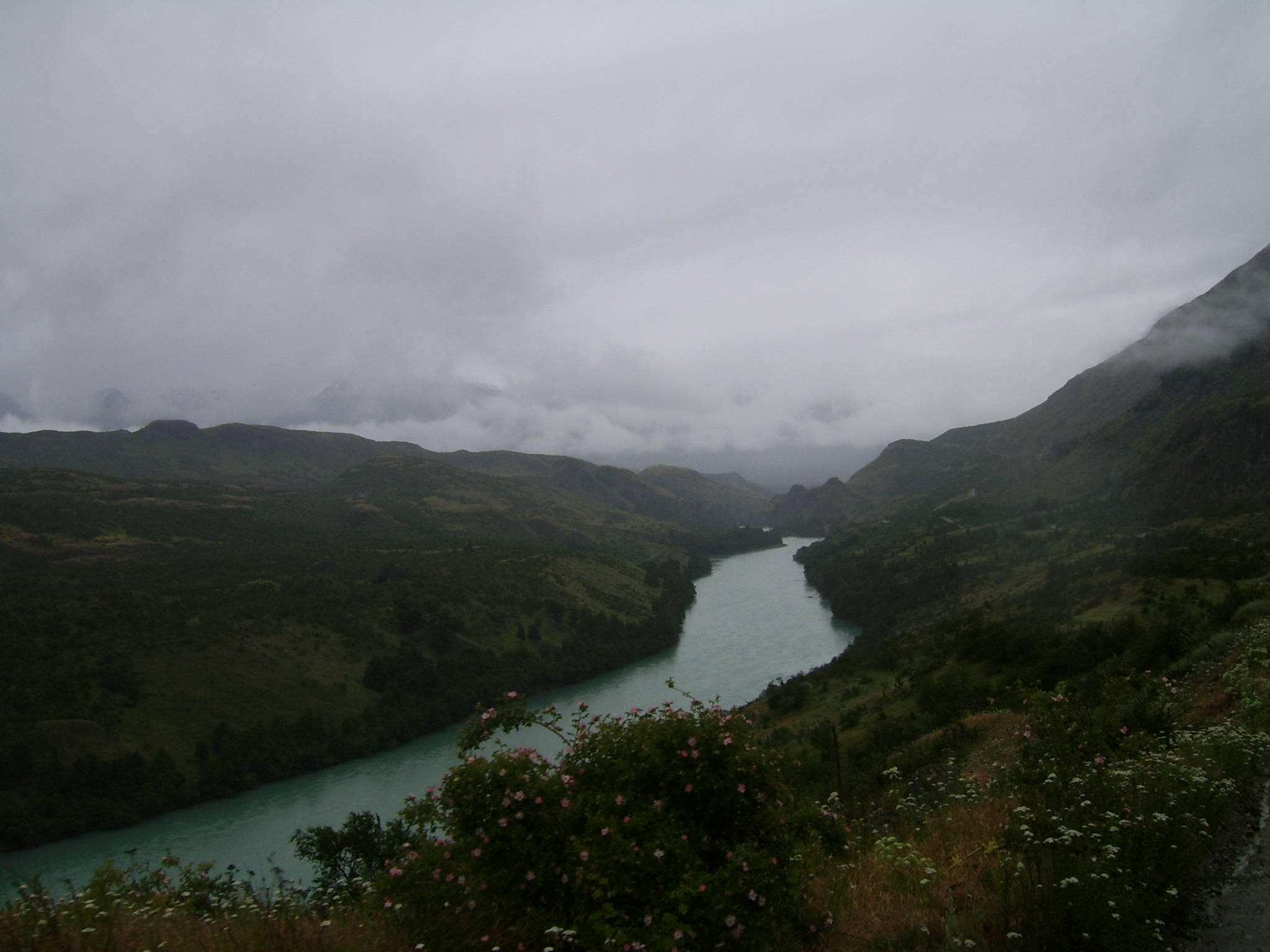
貝克河

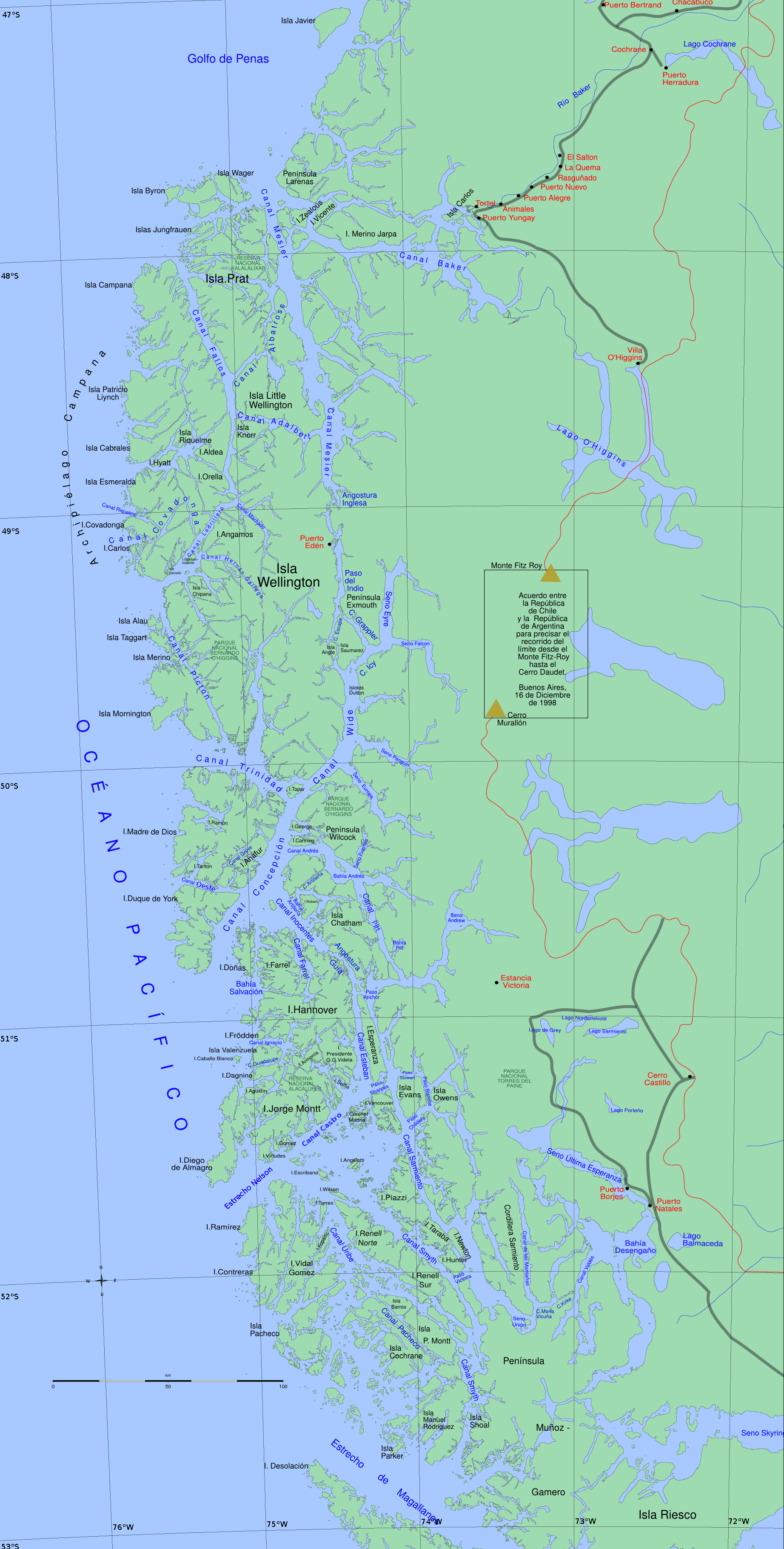
貝克河地圖

貝克河（西班牙語：Río Baker）是智利的河流，位於巴塔哥尼亞地區，由伊瓦涅斯將軍艾森大區負責管轄，河道全長170公里，集水區面積26,726平方公里，發源自伯特蘭湖南端。

## 外部連結
- Hidrografía Región de Aysén（页面存档备份，存于）, Sistema Integrado de Información Territorial
- Endesa Opponents Call Foul The Santiago Times

47°01′24″S 72°49′47″W / 47.02333°S 72.82972°W